# 格魯吉亞拜占庭禮天主教徒
格魯吉亞拜占庭禮天主教徒（英語：Georgian Byzantine-Rite Catholics）一直自稱為格魯吉亞禮天主教會，但他們沒有被羅馬教廷承認為一個獨立的自治教會，所以他們並不是東儀天主教會的成員。他們被分類為使用亞美尼亞禮拜儀式傳統的信徒，而不是他們所稱使用的拜占庭禮拜儀式傳統。據估計，現時在世界各地只有500名信徒。

## 歷史

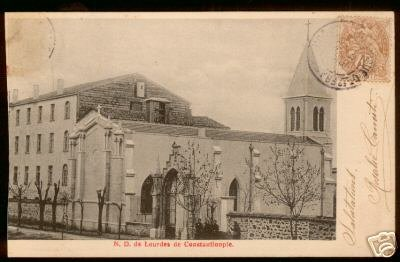
伊斯坦堡露德聖母堂

19世紀末，幾乎所有格魯吉亞天主教徒都是使用拉丁禮傳統。而格魯吉亞正教會則使用拜占庭禮傳統。19世紀俄罗斯帝国在完全兼并及統治格魯吉亞期間，因為沙俄定東正教為國教，只有東正教會為合法教會，其它教會都是非法。所以，當時的格魯吉亞只有東正教教堂。因此，一些格魯吉亞人、天主教神職人員和信徒，改用了亞美尼亞禮，及改由於1850年設立在俄羅斯高加索的，亞美尼亞禮天主教会阿爾特溫教區所牧養。
直到1905年，沙俄帝國沙皇尼古拉二世才容許宗教自由，格魯吉亞天主教徒採用了拜占庭禮而不是拉丁禮。
於1861年，Peter Karishiaranti神父於奧斯曼帝國首都君士坦丁堡創辦了兩個聖母無原罪宗教團體，一個是為男性的，其他是為婦女的。其他是為格魯吉亞天主教徒提供服務。
在1918年和1921年之間格魯吉亞的短暫獨立時期中，格魯吉亞正教會曾表達了感興趣與羅馬天主教會共融。該教會曾在1919年派使者與教廷討論這事情。由於發爆內戰和蘇聯佔領，結果這事情石沉大海。